# Christian IV Wittelsbach (Pfalz-Zweibrücken)
Christian IV Wittelsbach (ur. 16 września 1722 w Bischwiller  – zm. 5 listopada 1775 w Herschweiler-Pettersheim) – hrabia palatyn i książę Palatynatu-Zweibrücken.

## Życiorys
Syn Christiana III Wittelsbacha księcia Palatynatu-Zweibrücken i Karoliny Nassau-Saarbrücken.
Jego ojciec zmarł w 1735 roku, gdy Christian miał 13 lat. Jego opiekunką została matka Karolina. Wysłała ona Christiana i jego młodszego brata Fryderyka Michała na studia na Uniwersytecie w Lejdzie. Następnie bracia przebywali na dworze francuskim. Powrócił do kraju w 1740 roku, wtedy też rozpoczęły się jego samodzielne rządy. Podjął udane negocjacje w sprawie małżeństwa jego starszej siostry Karoliny z Ludwikiem IX landgrafem Hesji-Darmstadt. 
W 1751 roku zawarł morganatyczne małżeństwo z Marią Cammasse (1734-1807), ponieważ były pewne wątpliwości co do ważności tego ślubu, 3 września 1757 odbył się ponowny ślub. Ich dzieci nie miały prawa dziedziczenia księstwa.
- Christian (1752-1817)
- Filip (1754-1807)
- Anna Maria (1755-1806)
- Karol Ludwik (1759-1763)
- Elżbieta Fryderyka (1766-1836)
- Juliusz (1771-1773)

W wyniku nacisków swojego patrona Ludwika XV Burbona przeszedł w 1758 roku na katolicyzm. W 1767 roku zmarł jego brat Fryderyk, Christian zaopiekował się jego dziećmi: Karolem, Amalią, Marią i Maksymilianem. Zadbał o ich wykształcenie jednak zdecydował o ich pozostaniu w Austrii.
W związku z tym, że elektor Palatynatu Reńskiego Karol IV Teodor Wittelsbach nie miał synów Christian był jego potencjalnym następcą. Jednak Karol zmarł dopiero w 1799 roku. Następcami Christiana byli: do 1767 roku młodszy brat Fryderyk Michał, następnie Karol August najstarszy syn Fryderyka i to właśnie on został kolejnym księciem Palatynatu-Zweibrücken.